# Bergöflagan
Bergöflagan är en sjö i Finland. Den ligger i kommunen Karleby i landskapet Mellersta Österbotten, i den centrala delen av landet, 400 km norr om huvudstaden Helsingfors. Bergöflagan ligger 13 meter över havet. Arean är 20,8 hektar och strandlinjen är 3,08 kilometer lång. Sjön  ingår i Egentliga Bottenvikens avrinningsområde.   I omgivningarna runt Bergöflagan växer i huvudsak blandskog. Den sträcker sig 0,7 kilometer i nord-sydlig riktning, och 1,0 kilometer i öst-västlig riktning.